# 欧州蹴球ダイジェスト
欧州蹴球ダイジェスト（おうしゅう・しゅうきゅう・ダイジェスト）はフジテレビONE、フジテレビNEXTで2012年8月から2013年7月4日（全45回）まで放送されていたサッカー番組である。

## 概要
日本プロサッカーリーグ（Jリーグ）発足以後、日本のサッカーは世界的なレベルアップが進み、ヨーロッパサッカー連盟加盟各国・地域のリーグ戦に参加する日本人選手も数多く誕生する傾向にある。この番組では、ヨーロッパ主要各国のサッカーリーグに焦点を当て、そこで活躍する日本人選手の試合を中心に各国リーグ戦やUEFAチャンピオンズリーグ、UEFAヨーロッパリーグの最新の試合ハイライトを提供する。エンディングは欧州サッカーチームのサポーターソングが流される。アンファーのシャンプー「スカルプD」の一社提供番組。

## コーナー
- 「サッカーは言葉でできている」‐オープニングコーナー。「世界は言葉でできている」のパロディ。新旧問わず、有名サッカーが残した名言を紹介する。
- 番組のメインは、プレミアリーグ、リーガ・エスパニョーラ、ブンデスリーガ、セリエAのハイライトを放送する。前半は、プレミアリーグ、リーガエスパニョーラのハイライトで、後半はブンデスリーガ、セリエAのハイライトを現地でのこぼれ話を交えながら紹介する。前半と後半の間に、「ハーフタイム」と題した60秒CMが入る。
- エンディングはその週に誕生日を迎えた選手を紹介する。12月までは、欧州各国のサポーターソングを流していた。

## 放送日程
- 初回 火曜日深夜（水曜未明）0:00 - 1:00 フジテレビONE生放送
- 再放送 随時 フジテレビONE/フジテレビNEXTで放送

## 出演者
- 澤登正朗（メインキャスター兼コメンテーター）
- 宇井愛美（進行役）
- 佐野瑞樹（進行役　フジテレビアナウンサー）